# Maricourt
Maricourt is een gemeente in het Franse departement Somme (regio Hauts-de-France) en telt 152 inwoners (2004). De plaats maakt deel uit van het arrondissement Péronne. Petrus Peregrinus, middeleeuws wetenschapper, was afkomstig uit Maricourt.

## Geografie
De oppervlakte van Maricourt bedraagt 7,6 km², de bevolkingsdichtheid is 20,0 inwoners per km².
De plaats ligt in de Sommevallei aan de D938 autoweg.
De onderstaande kaart toont de ligging van Maricourt met de belangrijkste infrastructuur en aangrenzende gemeenten.

## Demografie
Onderstaande figuur toont het verloop van het inwonertal (bron: INSEE-tellingen).